# Martin Koorn
Martin Koorn (31 maart 1967) is een Nederlands voormalig voetballer. Hij stond onder contract bij FC Zwolle, FC Volendam en Haarlem. Hij speelde als verdediger.
Vanaf zijn zesde speelde Koorn bij SV Texel. Op zijn zeventiende speelde hij zijn eerste wedstrijd voor Texel 1. Op 21-jarige leeftijd verliet Koorn het eerste elftal uit Den Burg voor FC Utrecht.

## Statistieken
| Seizoen | Club           | Land      | Competitie     | Wed. | Goals |
| ------- | -------------- | --------- | -------------- | ---- | ----- |
| 1989/90 | PEC Zwolle '82 | Nederland | Eerste divisie | –    | 1     |
| 1990/91 | FC Zwolle      | Nederland | Eerste divisie | 20   | 0     |
| 1992/93 | FC Volendam    | Nederland | Eredivisie     | 9    | 0     |
| 1993/94 | FC Volendam    | Nederland | Eredivisie     | 10   | 0     |
| 1994/95 | Haarlem        | Nederland | Eerste divisie | 28   | 4     |
| 1995/96 | Haarlem        | Nederland | Eerste divisie | –    | –     |
| Totaal  | Totaal         | Totaal    | Totaal         | 67   | 4     |